# John Constable
John Constable (n. 11 iunie 1776, East Bergholt⁠(d), Babergh, Anglia, Regatul Marii Britanii – d. 31 martie 1837, Greater London, Anglia, Regatul Unit al Marii Britanii și Irlandei) a fost un remarcabil pictor peisagist englez de factură romantică. Opera sa se caracterizează printr-o permanentă tensiune între observarea minuțioasă a naturii și neglijarea desenului în favoarea culorii. Cunoscut și apreciat în Franța prin expunerile la Salonul din Paris, a exercitat o influență evidentă asupra pictorilor peisagiști francezi, în special asupra artiștilor grupați în Școala de la Barbizon și - mai târziu - asupra impresioniștilor.

## Viața și Opera
John Constable se naște la 11 iunie 1776, fiu al morarului Golding Constable, în reședința familiei de la marginea localității East Bergholt din comitatul Suffolk. La vârsta de șapte ani este înscris ca extern la școala din East Bergholt unde își continuă studiile până la vârsta de șaptesprezece ani. Când abandonează școala, John Constable se ocupă deja de câțiva ani de pictură. Prin mijlocirea mamei sale, Constable face cunoștință cu sir George Beaumont, pictor amator și colecționar de artă. Beaumont îl încurajează să picteze și îl sfătuiește să execute copii după lucrările marilor maeștri.

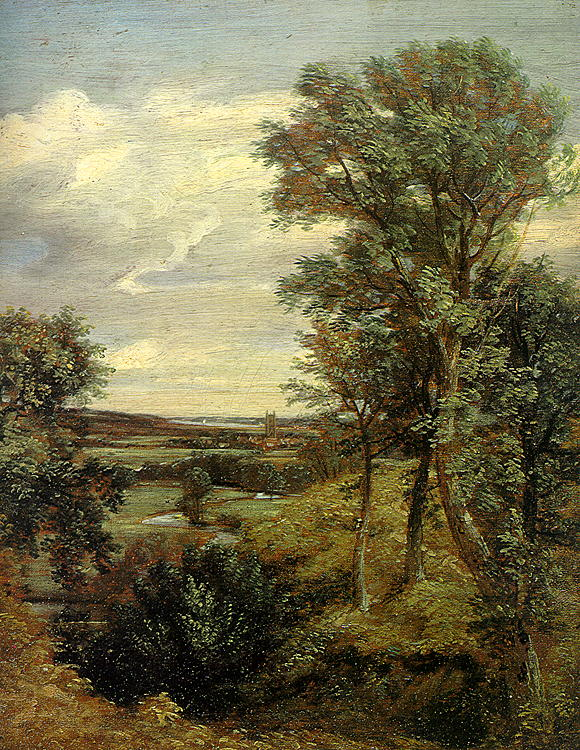
Valea din Dedham (Dedham Vale), 1802 - Victoria and Albert Museum, Londra

La doi ani de la întâlnirea cu Beaumont, Constable vizitează pentru prima dată Londra. Aici îl cunoaște pe gravorul John Thomas Smith (poreclit Antiquity Smith, pentru că îi plăceau scenele antice), care tocmai pregătea o carte despre peisaje rurale și care îl roagă pe tânărul pictor să realizeze câteva ilustrații pentru lucrarea sa. Întors la East Bergholt, Constable se hotărăște să se dedice serios studiului artelor.
La 3 februarie 1799, Constable își începe viața londoneză. Este admis ca practicant la Royal Academy, școala oficială de pictură. În 1802, cumpără un atelier la East Bergholt, unde revine tot mai des pentru a picta în aer liber. Constable călătorește mult pentru a studia natura. Coboară cu o corabie pe Tamisa și pictează nave plutind pe apa fluviului, în 1806 cutreieră lacurile din nord-estul Angliei, unde realizează peisaje noi ce lasă urme în dezvoltarea lui ulterioară. O mare influență asupra lui o exercită Thomas Girtin, care a promovat acuarela și a creat din ea o tehnică de sine stătătoare.
În 1802 expune pentru prima oară la Salonul Academiei Regale (Royal Academy). Începând cu această dată, pictorul expune anual, dar criticii nu-i acordă o atenție deosebită. Din această perioadă datează o serie de tablouri cu peisaje din valea Dedham (Dedham Vale). Deși nu a ajuns încă la maturitate, tabloul reprodus aici, aflat în prezent la Muzeul "Albert and Victoria" din Londra, prin stilul și modul în care abordează motivul, trădează deja o personalitate marcantă. Compoziția tabloului este temeinic gândită, privirea spectatorului este îndreptată spre valea râului Stour, iar în centrul imaginii - pe planul al doilea - apare orășelul Dedham. Desprinși din fundalul deschis, copacii dau profunzime tabloului. 
Timp de câteva săptămâni din vara anului 1809, Constable pictează portrete comandate. Apoi se întoarce la East Bergholt, unde o întâlnește pe Maria Bicknell. O dragoste puternică se înfiripă între cei doi tineri, dar familia Mariei (tatăl este consilier al amiralității) este împotriva acestei legături. Șapte ani așteaptă Constable pentru a o putea lua de soție pe Maria Bicknell. În 1816, fără încuviințarea părinților ei, se căsătoresc în taină, iar bunicul fetei, în testamentul făcut, lasă totul nepoatei sale. Tânăra pereche se stabilește la Londra și, curând, la 4 decembrie 1817 se naște primul lor copil, John Charles. 

Catedrala din Salisbury, vedere dinspre grădina reşedinţei episcopale, 1823 - Victoria and Albert Museum, Londra

În Anglia, pictura de peisaj nu are prea mulți adepți, de aceea Constable găsește greu cumpărători pentru tablourile sale. În 1819, în fine, devine membru asociat al Academiei Regale, ceea ce constituie începutul recunoașterii sale oficiale și totodată o șansă pentru ca amatorii de artă să înceapă a-i cumpăra tablourile. Dar celebritatea o obține în Franța. În 1824, Constable trimite câteva lucrări la Salonul din Paris. Pentru tabloul intitulat "Car de transportat fânul" (Haywain) este distins - împreună cu Eugène Delacroix - cu medalia de aur, critica franceză și pictorii parizieni primindu-l cu unanimă apreciere. Constable primește numeroase comenzi din Franța. Cu toate acestea, publicul englez manifestă încă reținere față de creația lui Constable. În 1828, Maria, soția lui, bolnavă de tuberculoză încetează din viață. 
Perseverența în muncă îi aduce , în sfârșit, roadele așteptate - în 1829, devine membru titular al Academiei Regale.
Constable a călătorit de mai multe ori la Salisbury. Pictorul nu este atras în mod deosebit de motivele arhitecturale, face totuși numeroase schițe catedralei din localitate, înconjurată de peisaje rurale. Această construcție gotică revine deseori ca temă pentru tablourile sale. Catedrala e prezentă dominând peisajul din jur, unghiul de vedere al pictorului se schimbă însă la diversele tablouri realizate. În Catedrala din Salisbury, vedere dinspre grădina reședinței episcopale (1823), atenția este concentrată asupra catedralei, pe care o înfățișează fidel și în cele mai mici detalii. Planul apropiat, cu arbori dispuși în forma unui arc, încadrează perfect clădirea aflată în centru. Compoziția acestui tablou a exercitat o puternică influență asupra pictorului francez Théodore Rousseau din Școala de la Barbizon în realizarea tabloului său Luminiș în pădurea Fontainebleau, amurg.
În 1829, expune la Salon tabloul intitulat Cetatea Hadleigh, lucrare ce exprimă tristețea resimțită de artist la moartea soției sale. Pentru a pătrunde în cercurile largi ale publicului. Constable decide să-și editeze gravurile într-un volum, întreprindere în care este ajutat de un tânăr pictor, fiindcă mâna dreaptă era chinuită de durei reumatice. Din același motiv, pictează acuarele, mai puțin obositoare. Măestria lui Constable în această tehnică este demonstrată, printre altele, de tabloul Muntele din Old Sarum, realizat în 1833.
Vârsta și boala încep să fie o povară tot mai grea. La 31 martie 1837 încetează din viață în urma unei crize cardiace. După moarte, tablourile sale sunt vândute la licitație, cu prețuri modeste. Constable a fost un artist perseverent, dar valoarea lui a fost recunoscută mult mai târziu.

### Galerie

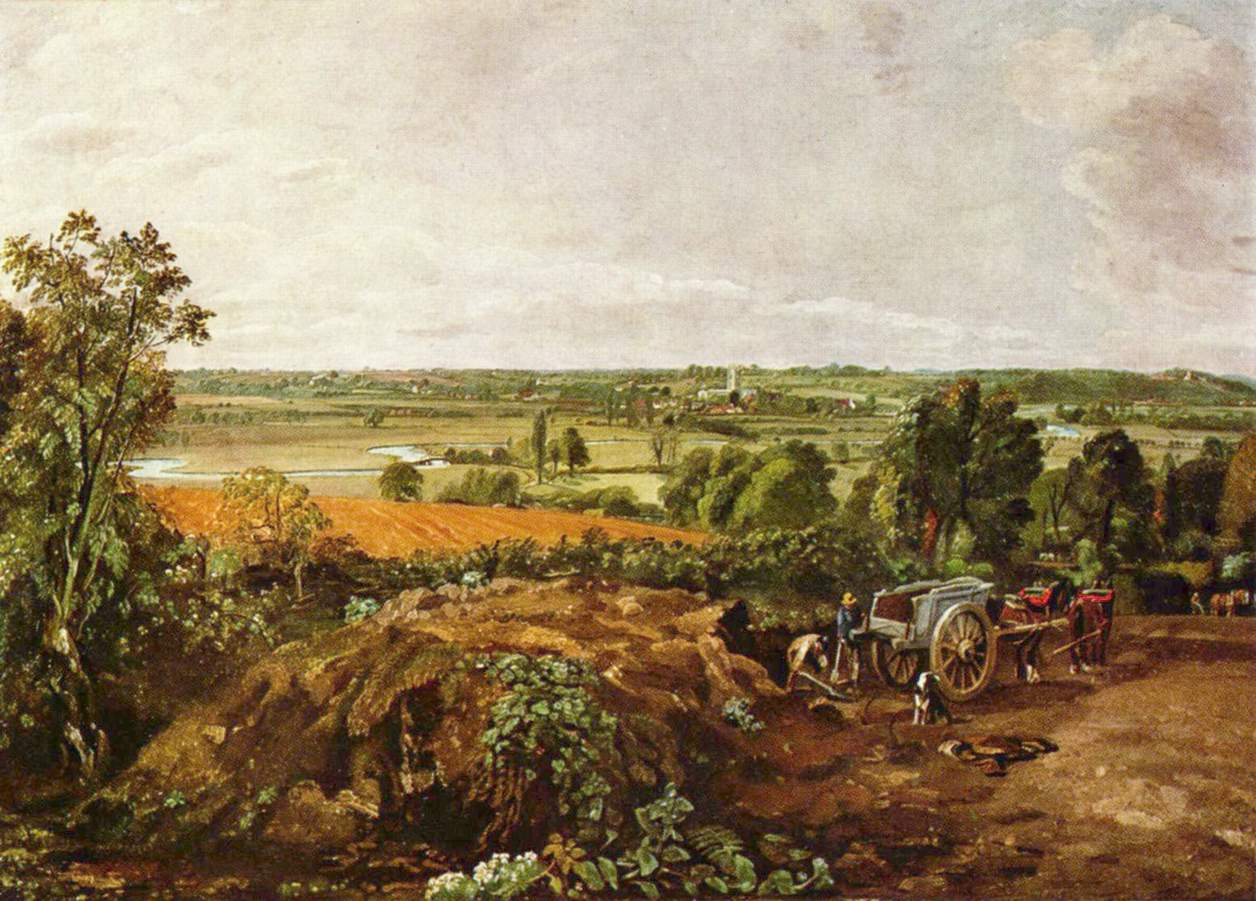
Valea Stour din Dedham (Stour Vale at Dedham), 1814-1815 - Museum of Fine Arts, Boston
Maria Bicknell, 1816 - Tate Gallery, Londra
Moara din Flatford (Flatford Mill), 1817 - Tate Gallery, Londra
Stăvilar şi moară în Dedham (Dedham Lock and Mill), 1820 - Victoria and Albert Museum, Londra
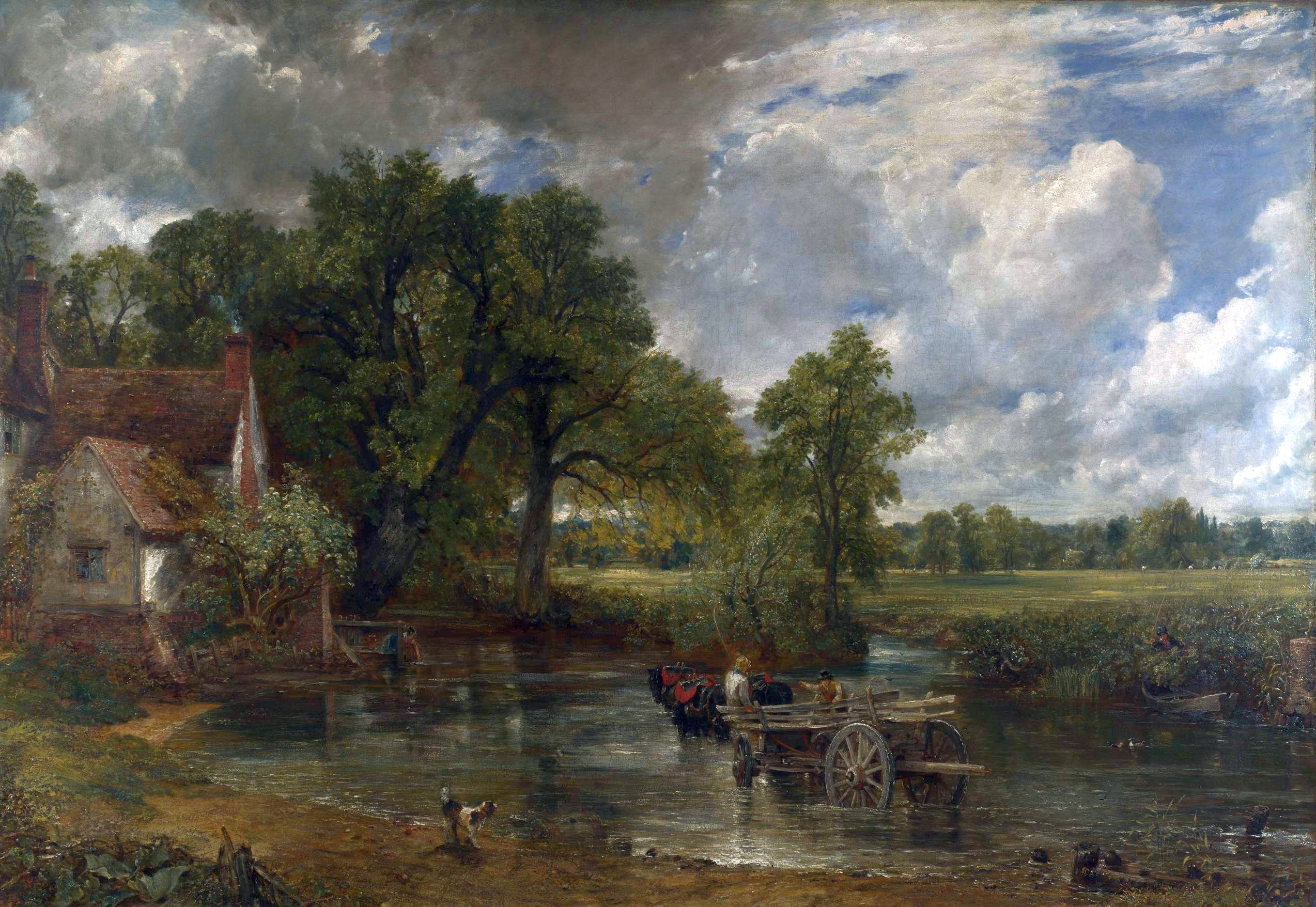
Car de transportat fânul (The Haywain), 1821 - National Gallery, Londra
Lanul de grâu, 1826 (Cornfeld) - National Gallery, Londra
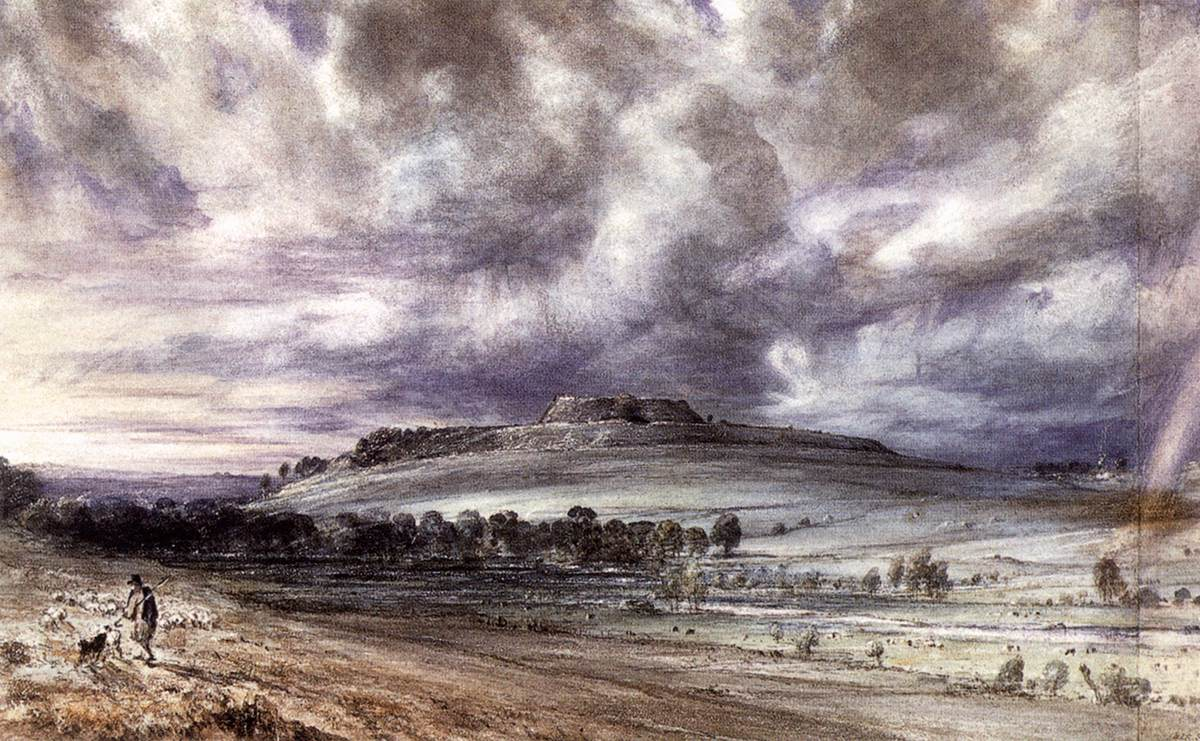
Munte la Old Sarum, acuarelă 1834 - Victoria and Albert Museum, Londra